# Masato Morishige
Masato Morishige (Hiroshima, 21 de maio de 1987) é um futebolista japonês, meio campo e defensor, milita no F.C. Tokyo.

## Carreira
Morishige fez parte do elenco da Seleção Japonesa de Futebol, nas Olimpíadas de 2008.

## Títulos
Oita Trinita
- Copa da J. League (1) : 2008

F.C. Tokyo
- J. League 2 (1) : 2011
- Copa do Imperador (1) : 2011
- Copa Suruga Bank  (1) : 2010

Japão
- Copa do Leste Asiático (1) : 2013